# 薩摩川内水引インターチェンジ

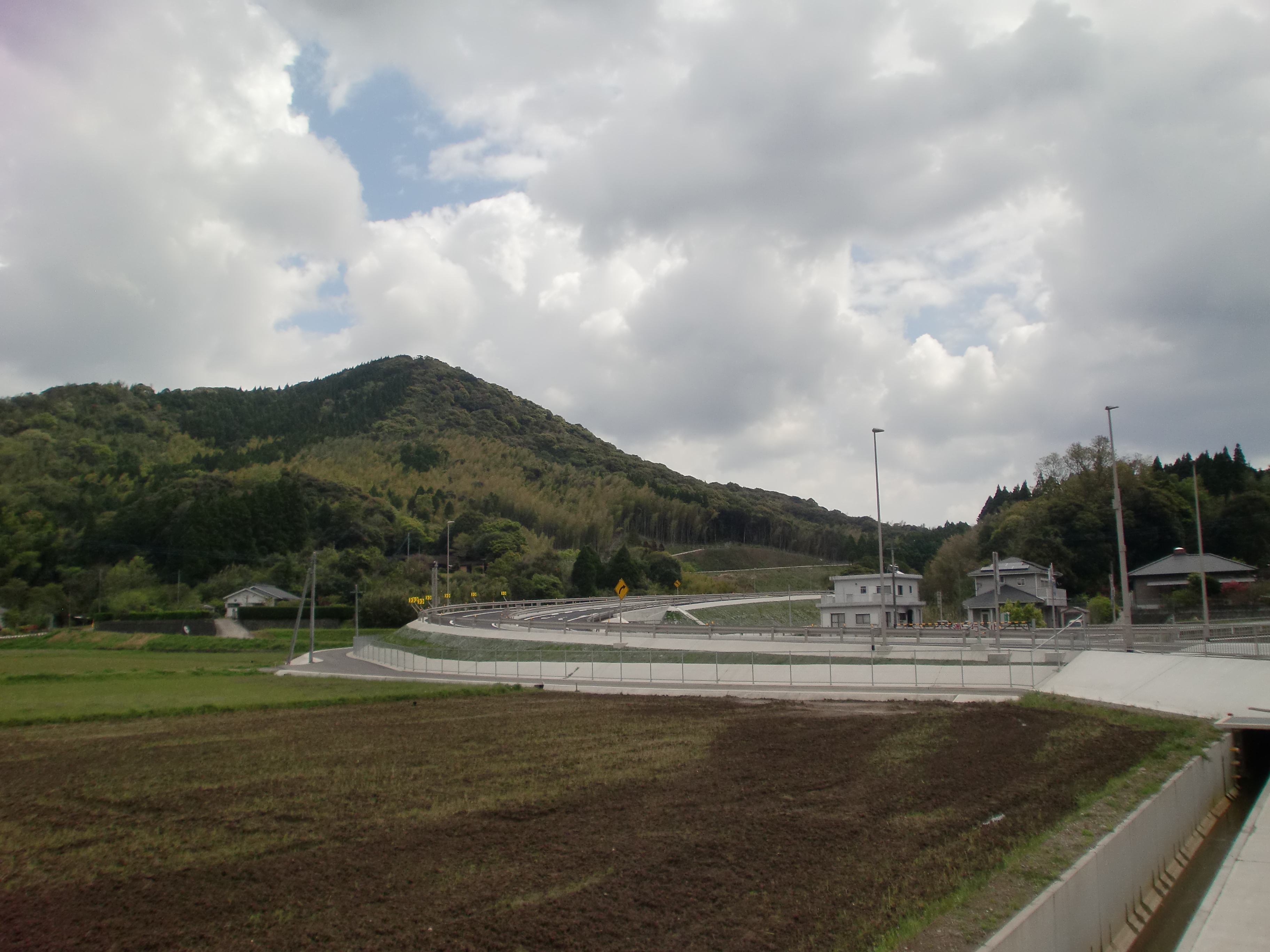
ランプ遠景

薩摩川内水引インターチェンジ（さつませんだいみずひきインターチェンジ）は、鹿児島県薩摩川内市水引町にある南九州西回り自動車道（阿久根川内道路・川内隈之城道路）のインターチェンジである。

## 道路
- E3A 南九州西回り自動車道（阿久根川内道路・川内隈之城道路）

## 歴史
- 2006年（平成18年）2月5日　: 南九州西回り自動車道「川内～隈之城間」の事業着手式が行われ、事業着手。
- 2008年（平成20年）3月15日 : 用地取得が終了した川内IC（仮称） - 高江IC（仮称）間の着工開始。
- 2012年（平成24年）8月24日 : IC名称が「川内IC（仮称）」から「薩摩川内水引IC」に正式決定[2]。
- 2013年（平成25年）3月10日 : 薩摩川内水引IC - 薩摩川内高江IC間開通[3][1]。
- 2015年（平成27年）度 : 阿久根川内道路（阿久根IC～薩摩川内水引IC）が事業化[4]。
- 未定 : 阿久根IC - 薩摩川内水引IC間開通予定。

## 接続する道路
- 国道3号

## 周辺
- 草道駅（肥薩おれんじ鉄道・肥薩おれんじ鉄道線）
- 薩摩川内市立水引中学校
- 薩摩川内市立水引小学校
- 川内港（甑島高速船航路）

## 隣
E3A 南九州西回り自動車道（阿久根川内道路・川内隈之城道路）
湯田西方IC（仮称・事業中） - (17)薩摩川内水引IC - (18)薩摩川内高江IC